# Graciela de Elías
Graciela de Elías (Ciudad de México, 28 de octubre de 1944) es una compositora mexicana.

## Biografía
Es licenciada en violín y en composición por la Escuela Nacional de Música de la Universidad Nacional Autónoma de México (UNAM). Cursó música contemporánea con Karlheinz Stockhausen, armonía moderna con Rodolfo Halffter y música y matemáticas con Jean Etienne Marie. Es fundadora del Grupo Universitario de Composición X-1, que integraron también los compositores Federico Ibarra, Juan Antonio Rosado y Antonio Cortés. Fue violinista en la Orquesta Sinfónica del Instituto Politécnico Nacional (IPN) y es parte de la Liga de Compositores de Música de Concierto de México.

## Obras
- Cuarteto de para cuerdas (1965)
- Nueve preludios para piano (1967)
- Soneto (1967)
- Fantasía (1969)
- Policromía (1970)
- Rapsodia (1971)
- Tangente (1973)
- Dos poemas (1973)
- La revelación (1985)
- Fantasía para clarinete y orquesta sinfónica (1985)
- Moyolnequinih (1996)